# Xenó
|  | Per a altres significats, vegeu «Xenó (desambiguació)». |

El xenó és l'element químic de símbol Xe i nombre atòmic 54. Es tracta d'un gas noble incolor, dens i inodor que es troba en una abundància molt baixa a l'atmosfera de la Terra. Pertany al grup dels gasos nobles o grup 18, ubicat a la dreta de la taula periòdica, i al 5è període. Fou el darrer gas noble no radioactiu a ser descobert. El descobriren els científics britànics William Ramsay i Morris W. Travers l'estiu del 1898 i l'anomenaren «xenó» a partir del mot grec que significa 'estrany'. És molt pesant i no tòxic. En destaca la coloració blava quan se l'excita amb una descàrrega elèctrica dins d'un tub a baixa pressió. Està present en l'atmosfera terrestre només en traces. També ha sigut detectat en el vent solar, en les atmosferes de Mart i Júpiter, en cometes i altres cossos. El 1962 fou el primer gas noble del qual s'obtingué un compost químic, l'hexafluoroplatinat de xenó {\displaystyle {\ce {XePtF6}}}. Les aplicacions més importants són com a component de làmpades i com anestèsic.

## Història
La història del xenó comença el 1894 quan el físic anglès Lord Rayleigh (1842-1919) i el químic escocès William Ramsay (1852-1916) investigaven per què el nitrogen extret dels compostos químics era més lleuger que el nitrogen extret de l'aire, com havia observat Henry Cavendish cent anys abans. Ramsay trobà que, després que el nitrogen atmosfèric hagués reaccionat amb el magnesi metàl·lic calent, sobrava una petita proporció d'un gas més pesant i menys reactiu. Per aquest motiu l'anomenà «argó» del grec ἀργόν, argon 'inactiu'. Com que no tenia lloc a la taula periòdica suposà que hi havia tot un grup que restava per descobrir-se.
El maig de 1898, al University College London, Ramsay i al seu estudiant Morris W. Travers (1872-1961) deixaren evaporar una mostra d'aire líquid fins que quedaren només uns pocs mil·lilitres. En examinar la descàrrega elèctrica del residu amb un espectroscopi, l'aparició d'una línia groga i una línia verda brillant, confirmant la presència d'un element nou que anomenaren «criptó», del grec κρυπτόν kriptón 'ocult'.
Tanmateix s'adonaren que faltava un element més lleuger i que hauria de tenir un punt d'ebullició inferior a l'argó. El 12 de juny de 1898 prepararen una mostra per examinar-la amb l'espectroscopi, però, en produir descàrregues elèctriques a través del gas dins d'un tub a baixa pressió observaren una resplendor vermella brillant desconeguda i confirmaren la presència del nou element que faltava i que anomenaren «neó», del grec νέον néon 'nou'.

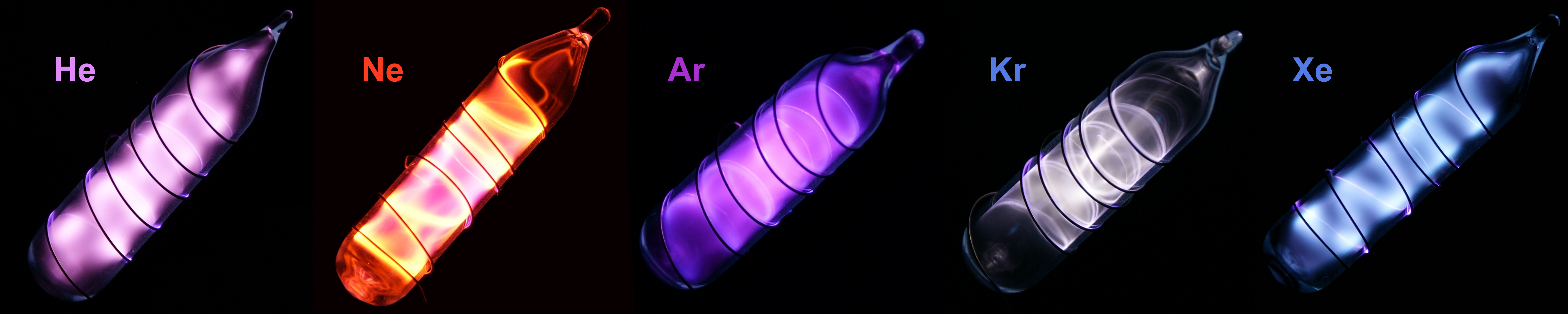
Color dels diferents gasos nobles dins tubs de descàrrega

El 12 de juliol, intentant aïllar més criptó, obtingueren un residu que havia de ser diòxid de carboni. El tractaren amb hidròxid de potassi per comprovar-ho, però després d'eliminar-lo encara quedà un petit residu d'unes tres dècimes de mil·lilitre. Posaren aquest residu dins d'un tub de descàrrega i observaren un color blau, que no es corresponia amb la d'altres gasos. Ramsay i Travers volien anomenar el nou gas pel seu color, però van comprovar que totes les arrels gregues i llatines que indicaven el blau havien estat apropiades molt abans pels químics orgànics. L'anomenaren «xenó», del grec ξένον xénon 'estrany'.
Fou utilitzat per primera vegada com a anestèsic quirúrgic el 1951 per l'anestesiòleg estatunidenc Stuart C. Cullen (1909-1979), que operà amb èxit dos pacients.
El 1962 el químic anglès Neil Bartlett (1932-2008) demostrà que no era inert en fabricar un derivat de fluor, hexafluoroplatinat de xenó {\displaystyle {\ce {XePtF6}}}. Fins ara s'han sintetitzat més de 100 compostos de xenó.

## Abundància i obtenció
Es troba en traces en l'atmosfera terrestre, apareixent en una part per vint milions. També se'l troba en els gasos emesos per algunes fonts naturals. L'atmosfera marciana en conté una concentració de 0,08 ppm. L'atmosfera de Júpiter en conté una proporció superior a l'esperada si s'accepta la teoria que es formà a partir dels gasos de la nebulosa que originà el sistema solar. S'ha descobert també en cometes, com el 67P/Txuriúmov-Herassimenko, i en el vent solar.
El xenó de l'atmosfera terrestre conté més isòtops pesants que el xenó del vent solar o els meteoroides i, durant dècades, els investigadors no van poder esbrinar d'on provenia aquest component pesant. Sovint se suggerí la idea que els cometes podrien haver-lo portat aquí, però les proves eren limitades. Ara es creu que el xenó atmosfèric de la Terra és una barreja entre el meteorític i el cometari.
L'element s'obté comercialment per extracció dels residus de l'aire liquat. El 2008 es van extreure de l'atmosfera dotze milions de litres de xenó i la producció creix per satisfer les necessitats tecnològiques. La producció d’1 l de xenó implica el processament de 400 000 kg d’oxigen i consumeix aproximadament 0,22 kWh (792 kJ) d’energia, dades que reflecteixen tant la seva raresa com el seu elevat cost.
Els isòtops Xe-133 i Xe-135 se sintetitzen per mitjà d'irradiació de neutrons en reactors nuclears refrigerats per aire.

## Característiques principals

### Propietats físiques

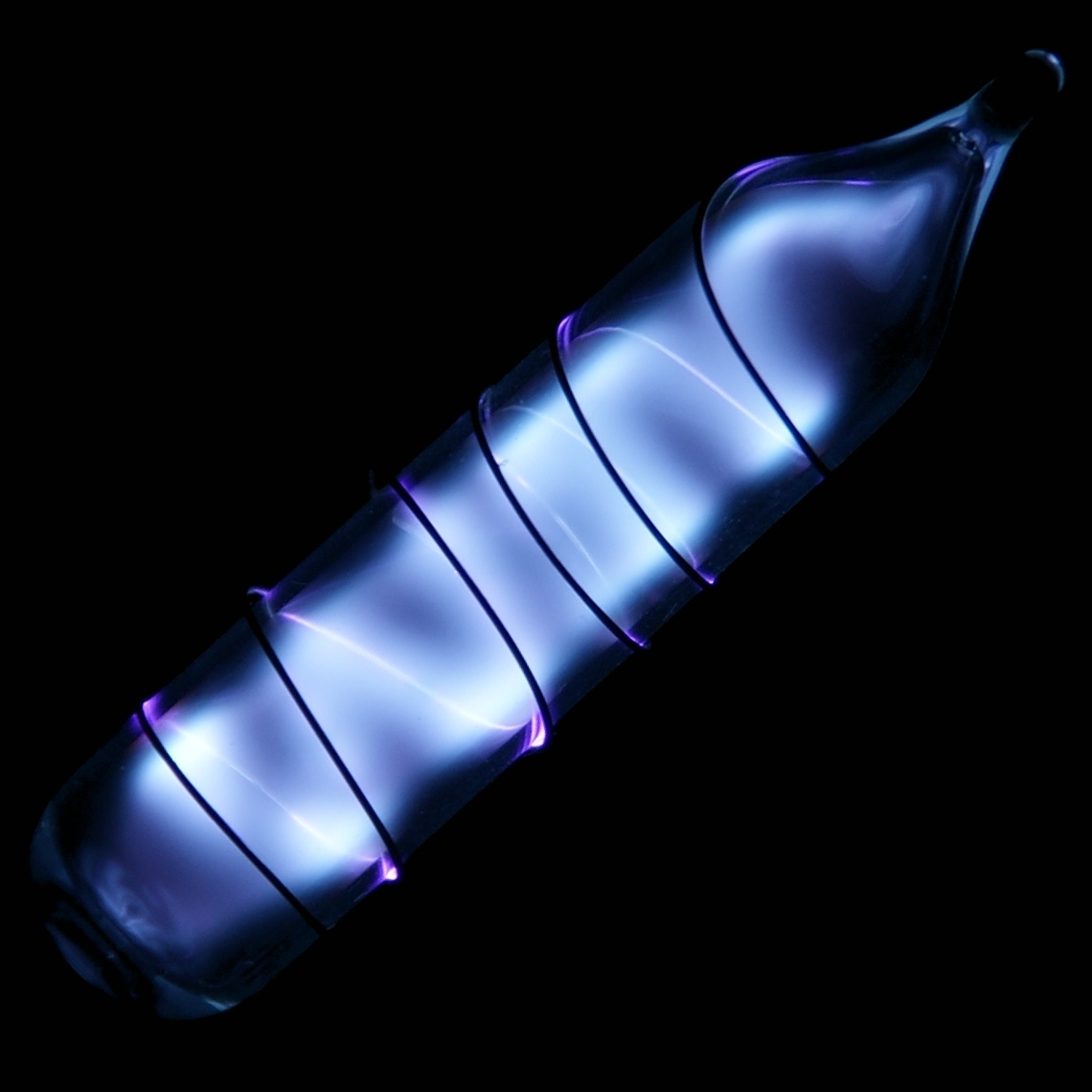
Llum blava del xenó dins d'un tub de descàrrega

El xenó és un membre dels elements d'estat d'oxidació zero anomenats gasos nobles. El seu punt d'ebullició és de –108,09 °C i el de fusió –111,74 °C. La seva densitat en estat gasós és de 5,887 g/L. Amb una densitat i viscositat de 3,2 i 1,7 vegades la de l'aire, respectivament, la velocitat del so al xenó és més baixa que la de l'aire (densitat 1,226 g/L). Com a resultat, quan s’inhala, les freqüències de ressonància de les cordes vocals es redueixen produint un to característic de la veu de baix o greu, al contrari de la veu aguda causada per la inhalació d’heli.
En un tub ple de gas, el xenó emet una brillantor blava quan se l'excita amb una descàrrega elèctrica.
S'ha aconseguit xenó metàl·lic aplicant-li pressions de diversos centenars de quilobars. El xenó també pot formar clatrats amb aigua quan els seus àtoms queden atrapats en un entramat de molècules d'aigua.

### Propietats químiques
Walther Kossel (1888-1956) el 1916 i Linus C. Pauling (1901-1994) el 1932, predigueren que l'energia d'ionització del xenó era 12,1 eV i possibilitava la seva reacció amb oxidants potents que podrien arrabassar-li un electró. Però no fou fins al 1962 que el químic anglès Neil Bartlett aconseguí el primer compost de xenó. Bartlett estudiava les propietats de l'hexafluorur de platí {\displaystyle {\ce {PtF6}}} a la Universitat de la Colúmbia Britànica a Vancouver, Canadà, i observà que podia arrabassar un electró del dioxigen {\displaystyle {\ce {O2}}} segons la reacció:
{\displaystyle {\ce {O2 + PtF6 -> O2+[PtF6]^-}}}Per ionitzar el dioxigen ({\displaystyle {\ce {O2 -> O2+}}}) són necessaris 12,2 eV d'energia, un poc superior a l'energia d'ionització del xenó, 12,1 eV. A més, el catió dioxigen(1+) té aproximadament el mateix volum que el catió xenó(1+), per la qual cosa l'energia reticular en composts iònics hauria de ser semblant. Bartlett provà, a partir d'aquestes consideracions, la reacció de l'hexafluorur de platí (gas de color vermellós) amb el xenó (gas incolor) i es produí la reacció, formant-se l'hexafluororplatinat de xenó {\displaystyle {\ce {XePtF6}}} (sòlid de color groc mostassa). La reacció és:
{\displaystyle {\ce {Xe + PtF6 -> XePtF6}}}

#### Composts d'halògens
Després d'aquest descobriment els químics es llançaren a sintetitzar nous composts de xenó. Amb el fluor el xenó reacciona activant la mescla mitjançant medis tèrmics, fotoquímics o altres, donant en funció de les condicions de partida el difluorur de xenó {\displaystyle {\ce {XeF2}}}, el tetrafluorur de xenó {\displaystyle {\ce {XeF4}}} i l'hexafluorur de xenó {\displaystyle {\ce {XeF6}}}, segons les reaccions següents:

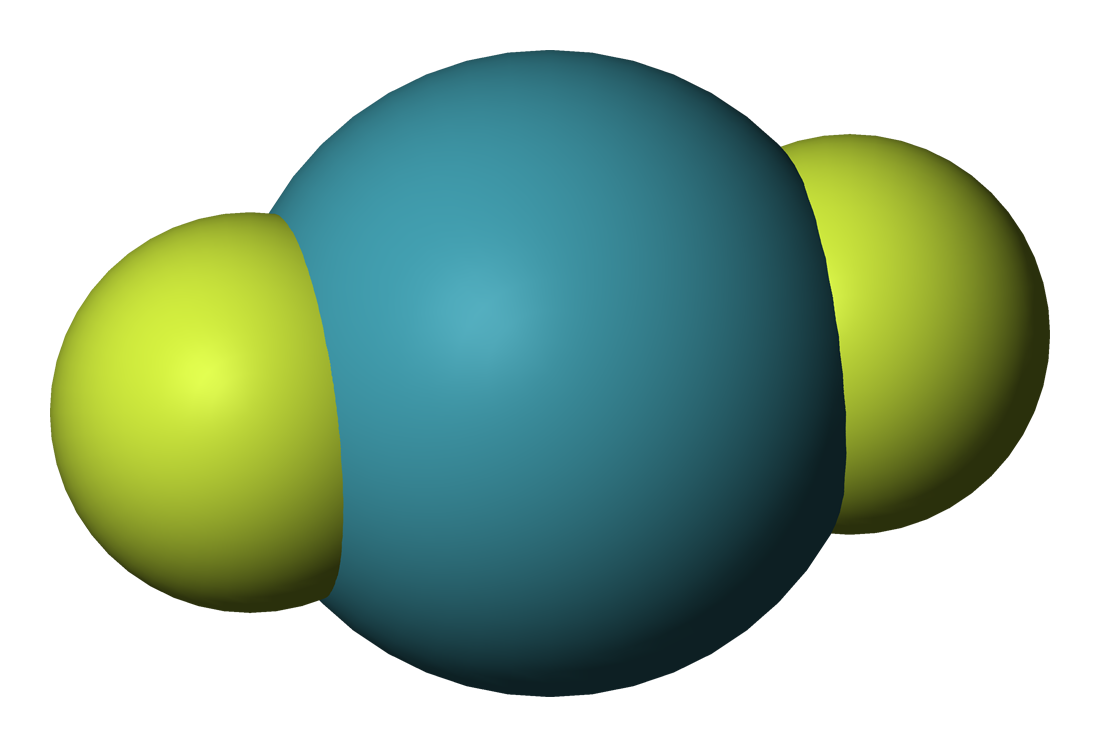
La molècula de {\displaystyle {\ce {XeF2}}} és lineal
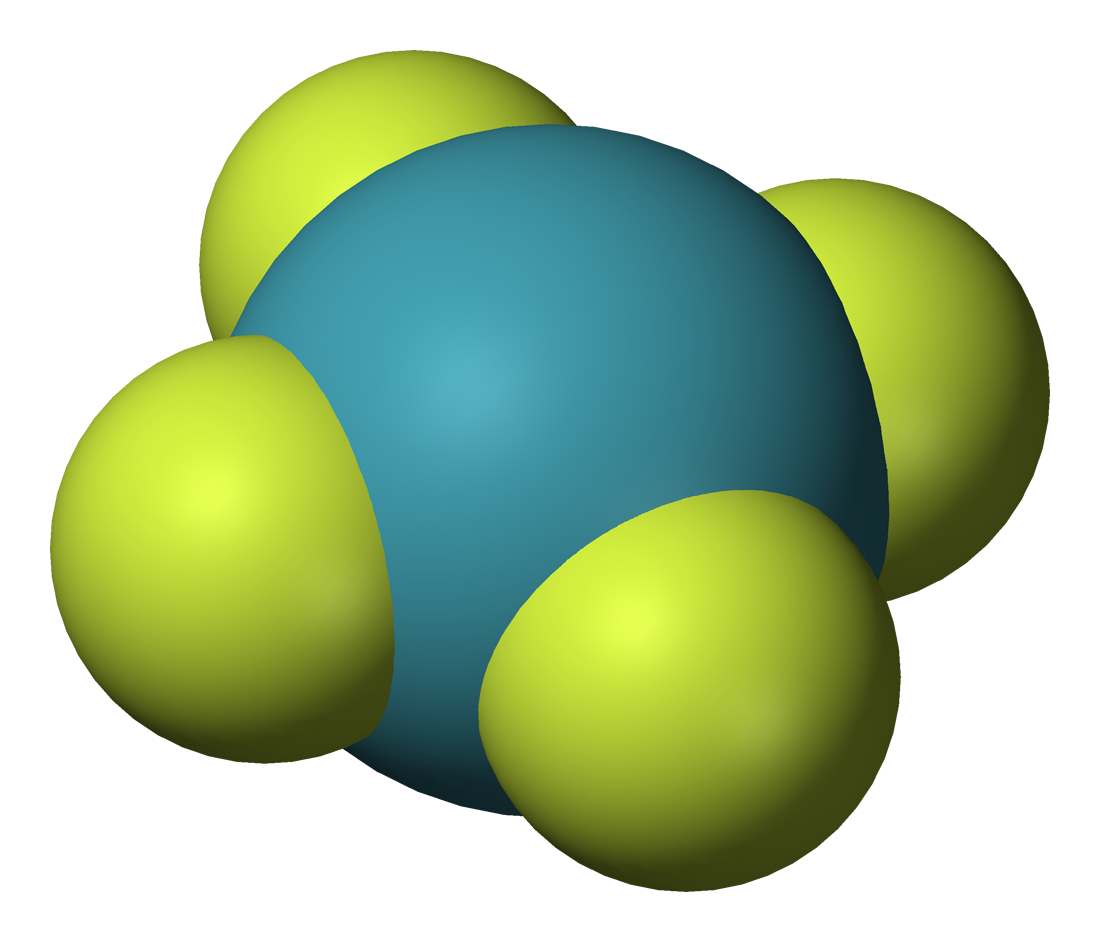
La molècula de {\displaystyle {\ce {XeF4}}} és plana
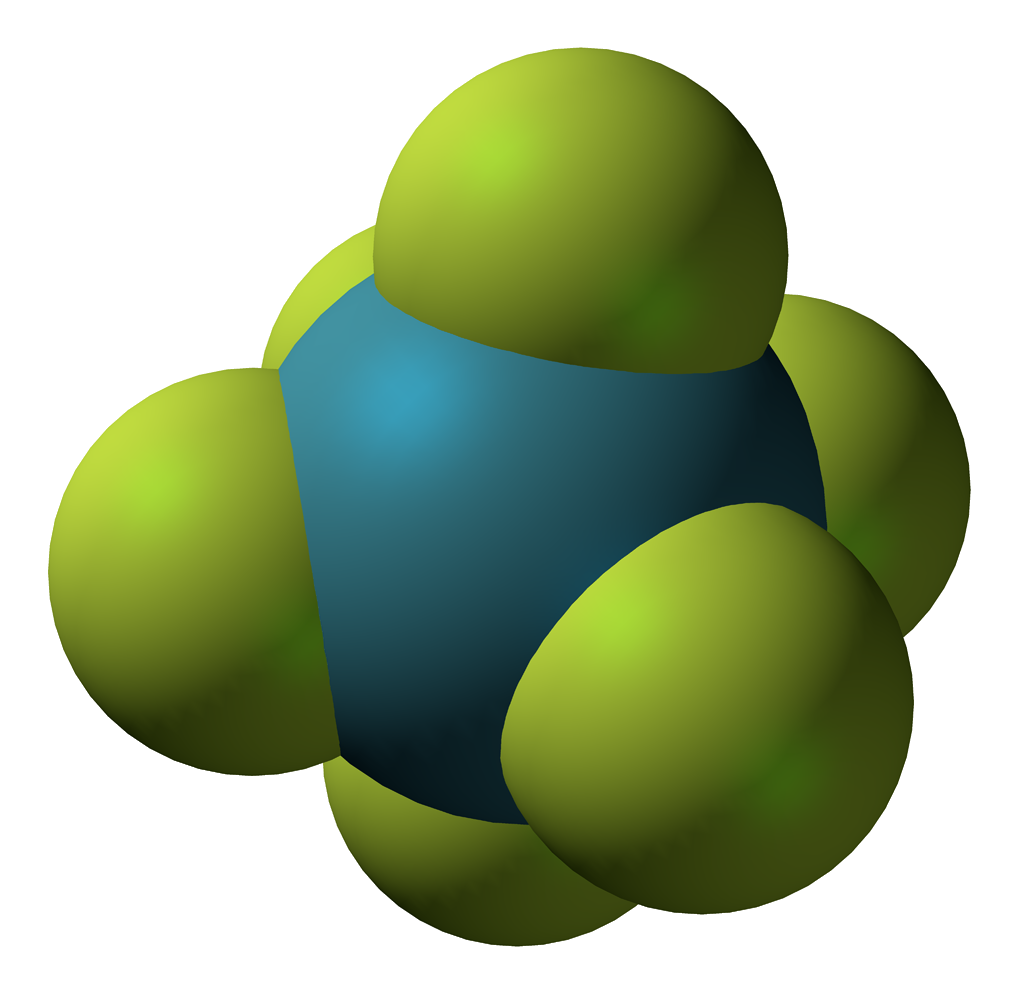
La molècula de {\displaystyle {\ce {XeF6}}} és octaèdrica

{\displaystyle {\ce {Xe + F2 -> XeF2}}}{\displaystyle {\ce {Xe + 2F2 -> XeF4}}}{\displaystyle {\ce {Xe + 3F2 -> XeF6}}}
D'acord amb la teoria d'enllaç de valència es pot explicar la reactivitat del xenó a partir de considerar que pot promocionar electrons de la seva capa de valència a orbitals atòmics 5d buits. Si en promociona un quedaran dos orbitals amb un sol electró i la possibilitat de formar dos enllaços; si en promociona dos podrà formar quatre enllaços; si en promociona tres en podrà formar sis; i si en promociona quatre li permetrà formar vuit enllaços. Les configuracions electròniques serien la primera per a l'estat fonamental i la segona pels diferents estats excitats:
{\displaystyle {\ce {Xe = [Kr] 5s^2 4d^10 5p^6}}}{\displaystyle {\ce {Xe = [Kr] 5s^2 4d^10 5p^{6-n}\ 5d^{n}}}}

#### Composts amb l'oxigen

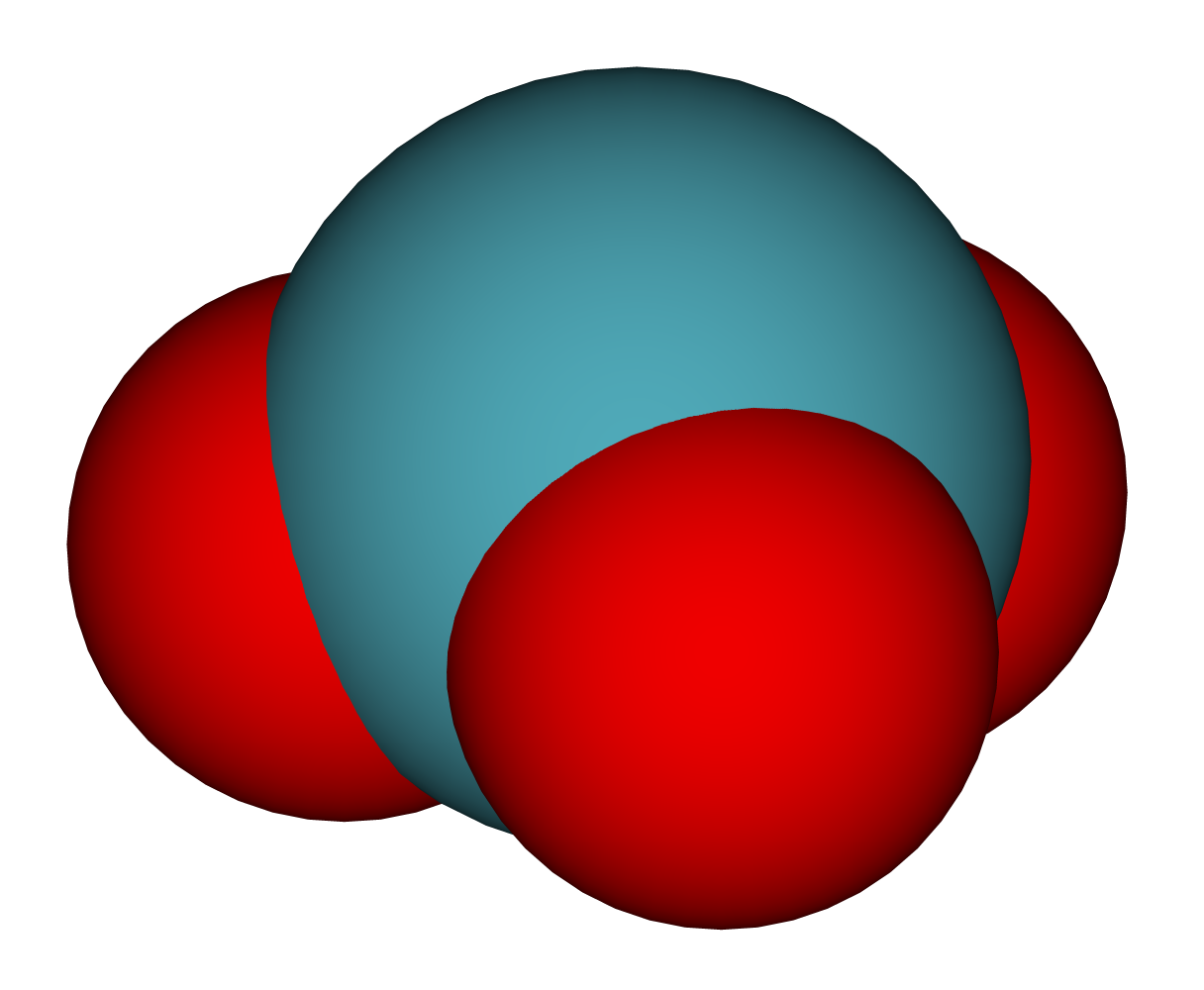
Molècula de XeO3

Mitjançant una hidròlisi parcial l'hexafluorur de xenó produeix oxitetrafluorur de xenó, d'acord amb la reacció:
{\displaystyle {\ce {XeF6 + H2O -> XeOF4 + 2 HF}}}

Estructura de l'àcid perxènic

La hidròlisi completa produeix el triòxid de xenó, compost altament explosiu amb despreniment de 402 kJ/mol. Les seves dissolucions aquoses són estables, però molt oxidants. La reacció de síntesi i la de descomposició són, respectivament:
{\displaystyle {\ce {XeF6 + 3H2O -> XeO3 + 6HF}}}{\displaystyle {\ce {XeO3 -> Xe + 3/2 O2}}}
Si una dissolució de triòxid de xenó es fa reaccionar amb àlcalis s'obtendrà l'hidrogenxenat {\displaystyle {\ce {HXeO4-}}}, on el xenó empra nombre d'oxidació 6. Aquest poden reaccionar amb més hidròxids per donar perxenats, amb el xenó amb nombre d'oxidació 8:
{\displaystyle {\ce {2HXeO4- + 2 OH- -> XeO6^4- + Xe + O2 + H2O}}}El tractament d'una sal de perxenat amb àcid sulfúric produeix el tetraòxid de xenó:
{\displaystyle {\ce {Ba2XeO6 + 2 H2SO4 -> XeO4 + 2 BaSO4 + 2 H2O}}}

#### Complexos de coordinació

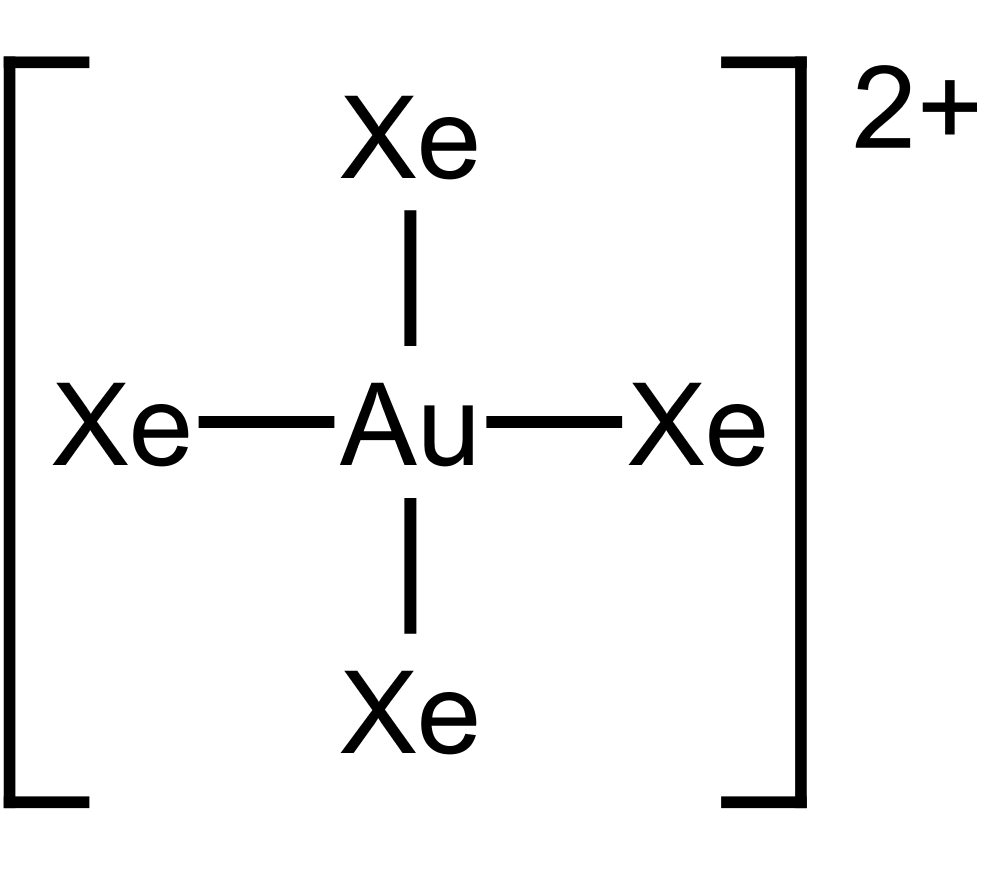
Catió tetraxenóor(2+)

El primer complex de coordinació de gasos nobles estable en dissolució fou el {\displaystyle {\ce {Cr(CO)5Xe}}}, sintetitzat per Turner i col·laboradors el 1983. Es va generar per fotòlisi amb llum ultraviolada de hexacarbonil de crom en xenó liquat i criptó liquat dopat amb xenó a –98 °C, i identificat pel seu característic espectre infraroig. D'altres complexos de coordinació obtinguts inicialment foren {\displaystyle {\ce {W(CO)5Xe}}}, {\displaystyle {\ce {CpRe(CO)2Xe}}}, {\displaystyle {\ce {XeAgX \ (X= F, Cl)}}}, {\displaystyle {\ce {XeCuX \ (X= F, Cl)}}}, {\displaystyle {\ce {XeAuF}}}, {\displaystyle {\ce {[AuXe4](Sb2F11)2}}}, {\displaystyle {\ce {[trans-AuXe2](SbF6)2}}}, etc.

## Isòtops
A la natura, el xenó es troba en vuit isòtops estables i un lleugerament radioactiu. A més d'aquestes formes estables, s'han estudiat 20 isòtops inestables més. El Xe-129 es produeix per emissió beta del iode 129 (període de semidesintegració: 16 milions d'anys); els isòtops Xe-131, Xe-132, Xe-134 i Xe-136 són productes de fissió nuclear tant de l'U-238 com del Pu-244. En ser el xenó un traçador amb dos isòtops pares, el mesurament dels isòtops de xenó en els meteorits resulta ser una poderosa ferramenta per a l'estudi de la formació del sistema solar. El mètode I-Xe de datació radiomètrica permet calcular el temps transcorregut entre la nucleosíntesi i la condensació d'un objecte sòlid a partir de la nebulosa solar. Els isòtops de xenó també són útils per a entendre la diferenciació terrestre. Es creu que l'excés de Xe-129 trobat en emanacions gasoses de diòxid de carboni a Nou Mèxic es deu al decaïment de gasos derivats del mantell per a després de la formació de la Terra.

## Aplicacions

### Làmpades
L'ús principal i més famós d'aquest gas és en la fabricació de làmpades de xenó emprades en les llums davanteres dels cotxes, en projectors de gran potència de cinemes, en reflectors, làmpades bactericides, tubs electrònics, làmpades estroboscòpiques i flaixos fotogràfics, així com en làmpades usades per a excitar làsers de robí, que generen d'aquesta manera llum coherent.

### Medicina
Anualment s'empren en medicina més de 300 m³ de xenó. La polarització del xenó (aproximadament 4 en comparació amb 0,2 per a l'heli) contribueix a la seva afinitat per les cavitats hidròfobes de les proteïnes, la qual cosa és rellevant no només per a la cristal·lografia de proteïnes, sinó també per a ús anestèsic. El metge estatunidenc Albert R. Behnke (1903-1992) deduí que el xenó era un anestèsic el 1939, després d'observar la "borratxera" en bussejadors de profunditats en un estudi per a l'armada dels Estats Units. El primer informe publicat que confirmava l'anestèsia de xenó fou el 1946 per J. H. Lawrence, que l'experimentà amb ratolins i fou utilitzat per primera vegada com a anestèsic quirúrgic el 1951 per Stuart C. Cullen, que operà amb èxit dos pacients. Ha guanyat una nova popularitat, basada en que no té efectes tòxics, al·lèrgics, mutagènics, feto-tòxics o cancerígens. També, a diferència de l'òxid de dinitrogen {\displaystyle {\ce {N2O}}} emprat també en anestèsia, el xenó sembla ambientalment segur. Des del 2007 hi ha disponible xenó del 100 % de puresa per emprar-se com anestèsic sota el nom comercial LENOXe.
S'empren làmpades d'arc de xenó en teràpia fotodinàmica per activar medicaments fotosensibles que, una vegada activats, inicien tot un seguit de reaccions químiques que destrueixen les cèl·lules canceroses. S'han utilitzat principalment per al tractament del càncer de pell no melanoma i altres trastorns de la pell. També s'utilitza en la fabricació de 5-fluorouracil, un medicament que s'utilitza per tractar certs tipus de càncer.
La gammagrafia del sistema respiratori es pot dur a terme mitjançant {\displaystyle {\ce {^133Xe}}} o {\displaystyle {\ce {^127Xe}}}. Aquests radionúclids es distribueixen a les vies respiratòries més petites de manera més eficaç que altres aerosols. Els principals inconvenients d'aquests mètodes són les limitacions en la resolució espacial i temporal. Les imatges de secció transversal (tomografia computada per emissió de fotó simple o SPECT) ofereixen un detall anatòmic millorat amb talls de 15 mm, i s’ha demostrat que es correlaciona bé amb els paràmetres de la funció pulmonar en pacients amb emfisema.

### Propulsió

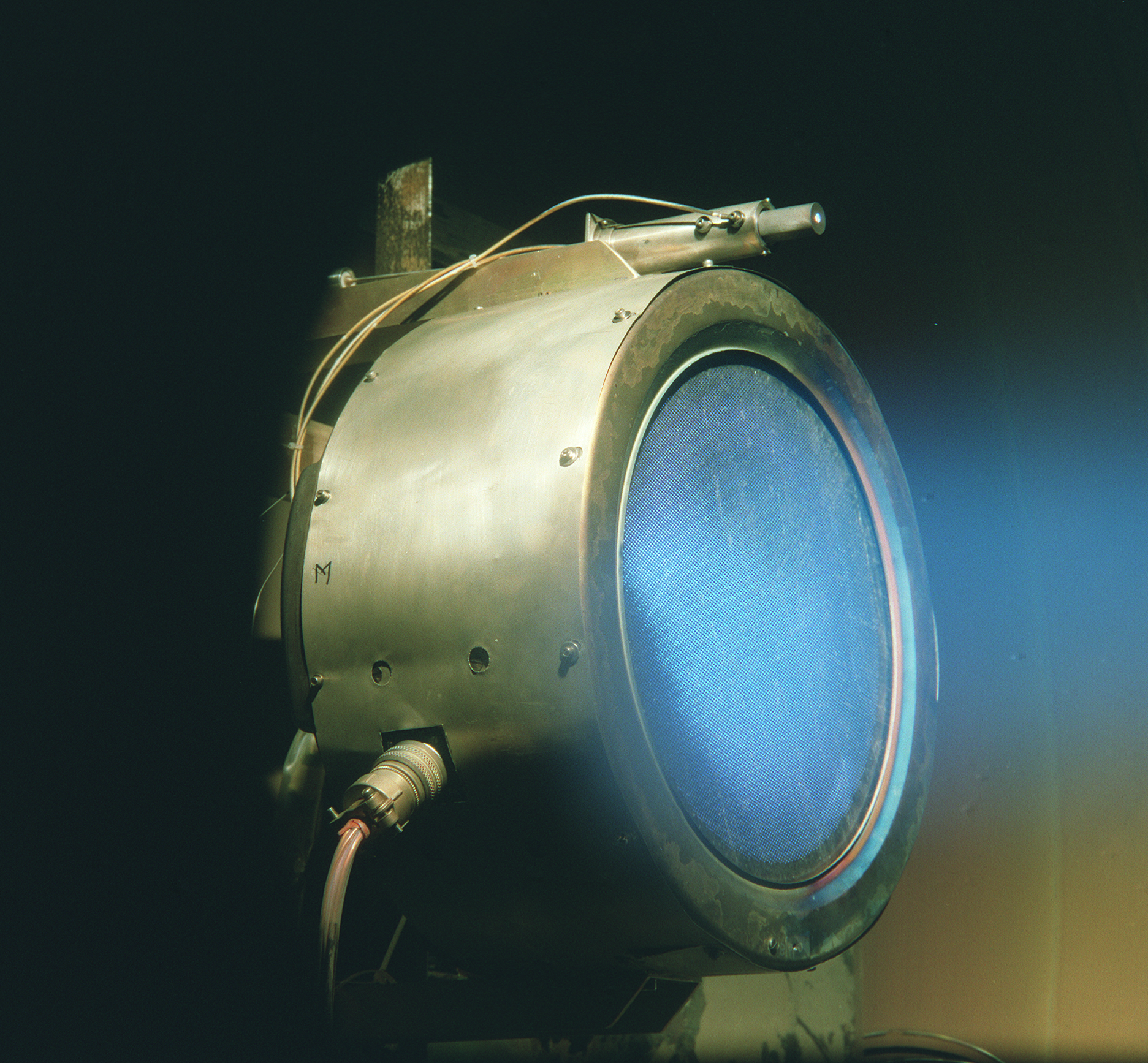
Prototip de motor d'ions de xenó

Diversos satèl·lits utilitzen sistemes de propulsió per ions de xenó per mantenir-los en òrbita i en alguna altra nau espacial. A bord de la sonda espacial Dawn de la NASA, llançada el 2007 per estudiar els asteroides llunyans Vesta i Ceres, els cations xenó(1+) m>Xe+ s'acceleren cap a una xarxa carregada negativament, amb velocitats d'escapament d'aproximadament un milió de km/h. L'embranzida generada pel xenó és només de 0,1 newtons, aproximadament el pes d'un tros de paper, però pot augmentar gradualment (durant molts mesos) la velocitat de la nau espacial pot assolir els 15 000 km/h. Això redueix el requisit de combustible químic molt més pesat, reduint així el cost de llançament, alhora que augmenta el recorregut. Ja sigui mitjançant oxidació, coordinació o ionització, el xenó ha revelat propietats que condueixen a aplicacions extremadament versàtils, i aquest camp encara està per desenvolupar.

### Altres
En instal·lacions nuclears, s'usa en cambres de bombolles, sondes, i en altres àrees on l'alta massa molecular és una qualitat desitjable. El difluorur de xenó s'utilitza per gravar microprocessadors de silici. Els perxenats s'usen com a agents oxidants en química analítica.